# Eucyclopera boliviana
Eucyclopera boliviana là một loài bướm đêm thuộc phân họ Arctiinae, họ Erebidae.